# Coccinella trifasciata
Coccinella trifasciata je druh brouka z čeledi slunéčkovití. Tento druh je zranitelný v provincii Manitoba a ohrožený ve státě New York. Toto ohrožení je pravděpodobně způsobeno invazivními druhy slunéček a úbytkem zemědělské půdy.

## Popis
Délka těla tohoto druhu se pohybuje v rozmezí 4–5 mm. Tělo je červené nebo oranžové se třemi příčnými černými pruhy, které jsou přerušeny u stehu krovek. Tyto skvrny mívají světlý okraj. Poddruh C. trifasciata ssp. subversa má černou skvrnu pouze jednu, a to za pronotem. Pronotum je černé s bílými skvrnami na okraji. Hlava je u samců světlá s černým pruhem, samice mají hlavu černou se dvěma světlými skvrnami.

## Rozšíření
Coccinella trifasciata se vyskytuje zejména v Severní Americe, vzácněji se také vyskytuje v Oceánii, Evropě a severní Asii kromě Číny. Obývá pole, louky a zahrady, pravděpodobně upřednostňuje vegetace s tolicí vojtěškou.

## Potrava
Stejně jako další druhy z čeledi slunéčkovití se Coccinella trifasciata živí mšicemi a pylem.

## Poddruhy
Coccinella trifasciata má v současnosti 3 uznávané poddruhy:
- C. trifasciata ssp. perplexa – podél pobřeží Tichého oceánu
- C. trifasciata ssp. subversa – v Nové Anglii, severní části USA a jižní Kanadě
- C. trifasciata ssp. trifasciata – od Labradoru na jih po New Jersey a na západ po Kalifornii a Aljašku